# Longeville-en-Barrois
Pour les articles homonymes, voir Longeville (homonymie) et Barrois (homonymie).
Longeville-en-Barrois est une commune française située dans le département de la Meuse, en région Grand Est.

## Géographie

### Localisation
Longeville-en-Barrois est une ville de 1 187 habitants situé à 5 km au sud-est de la préfecture Bar-le-Duc.
Longeville-en-Barrois constitue l'un des vingt-trois points du Réseau de référence français.
Le territoire de la commune est limitrophe de cinq communes. Une sixième commune, Culey, touche la commune dans le nord-est.

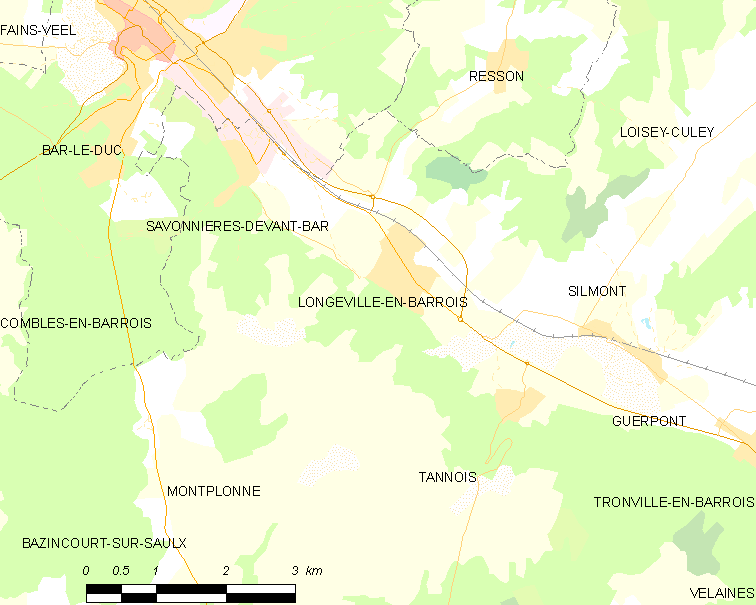
Carte de la commune.
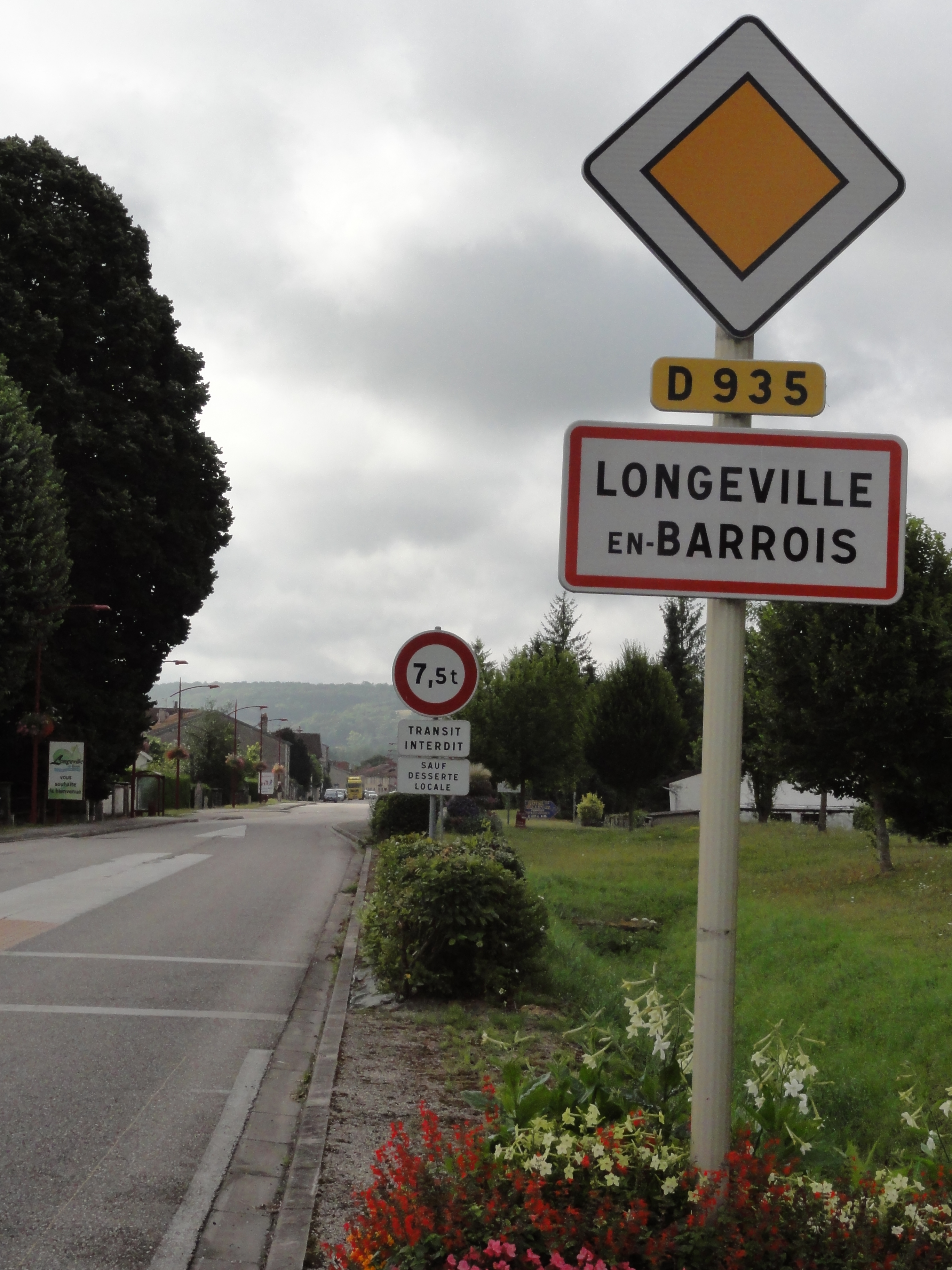
Entrée de Longeville-en-Barrois.

| Savonnières-devant-Bar |                       | Resson  |
|                        | Longeville-en-Barrois | Silmont |
| Montplonne             |                       | Tannois |

### Géologie, relief et paysages
La commune, située sur les rives de l'Ornain, dispose d'un territoire d'une superficie de 1 278 ha. Le village est établi en bas dans la vallée fertile sur la rive droite, à une hauteur entre 187 à 200 m environ. Sur la rive droite, les coteaux s'élèvent jusqu'à 337 m, et sur la rive gauche jusqu'à 333 m. Plus au sud se trouve un bout du haut plateau sur le territoire de la commune.

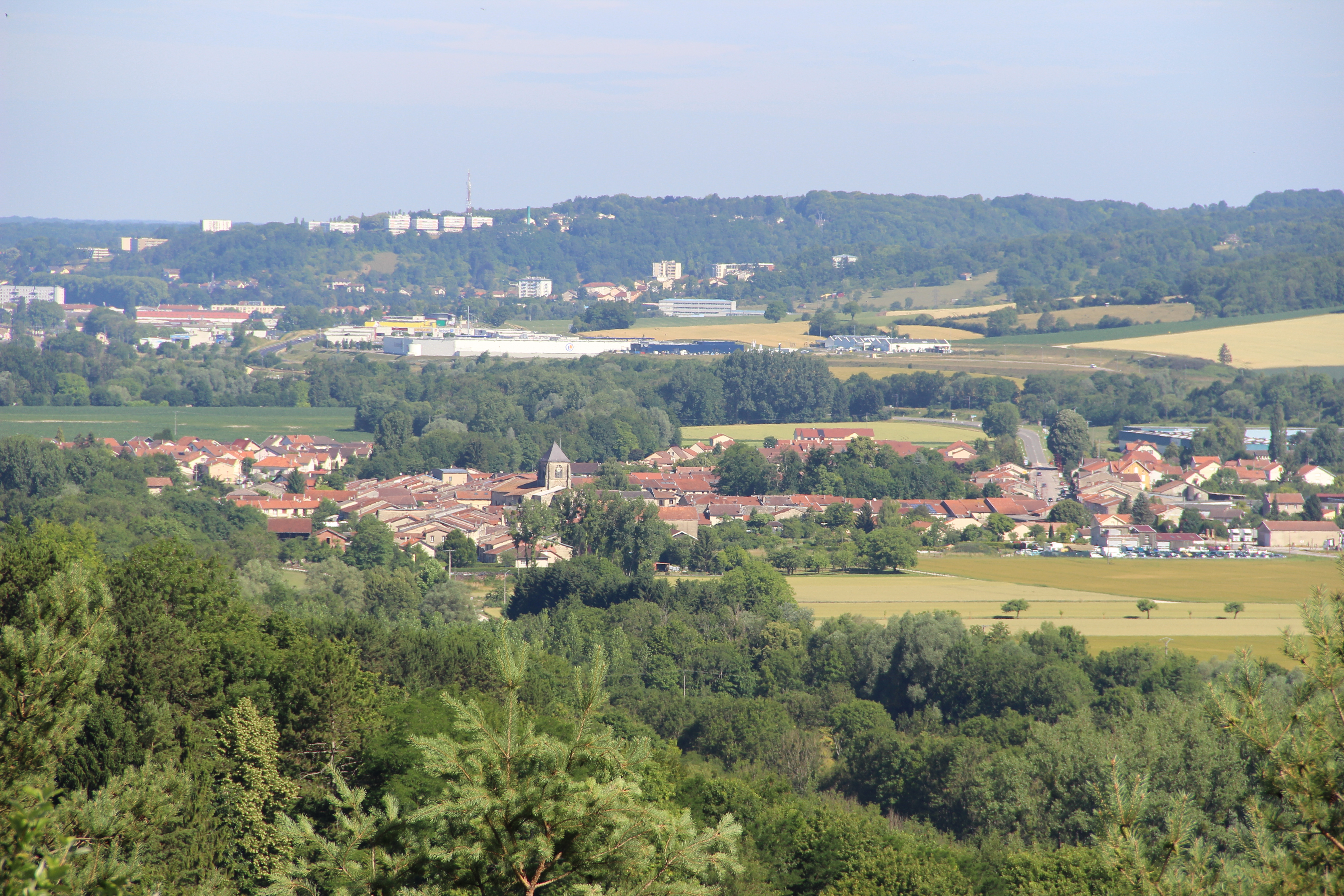
Vue d'ensemble du village. À l'arrière-plan, la ville de Bar-le-Duc.

### Sismicité
Commune située dans une zone 1 de sismicité très faible.

### Hydrographie
La commune est dans la région hydrographique « la Seine de sa source au confluent de l'Oise (exclu) » au sein du bassin Seine-Normandie. Elle est drainée par l'Ornain, le canal de la Marne au Rhin, le ruisseau de Resson et divers autres petits cours d'eau,.

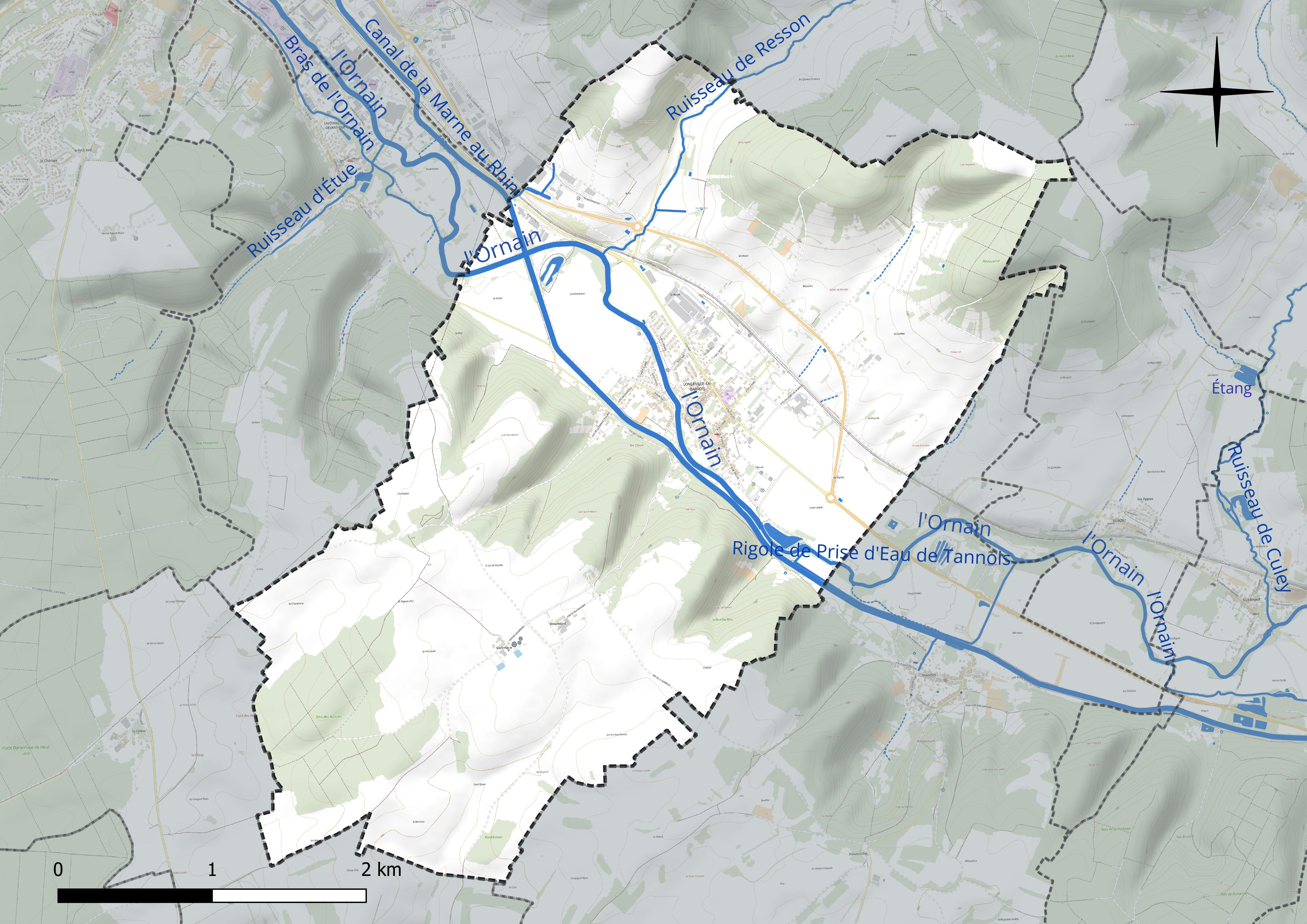
Réseau hydrographique de Longeville-en-Barrois.

L'Ornain, d'une longueur de 116 km, prend sa source dans la commune de Grand et se jette  dans la Saulx à Étrepy, après avoir traversé 36 communes. Au bord de l'Ornain en amont, un petit étang est aménagé en parc.
Le canal de la Marne au Rhin, long de 293 km et 178 écluses à l'origine, relie la Marne (à Vitry-le-François) au Rhin (à Strasbourg). Par le canal latéral de la Marne, il est connecté au réseau navigable de la Seine vers l'Île-de-France et la Normandie. 

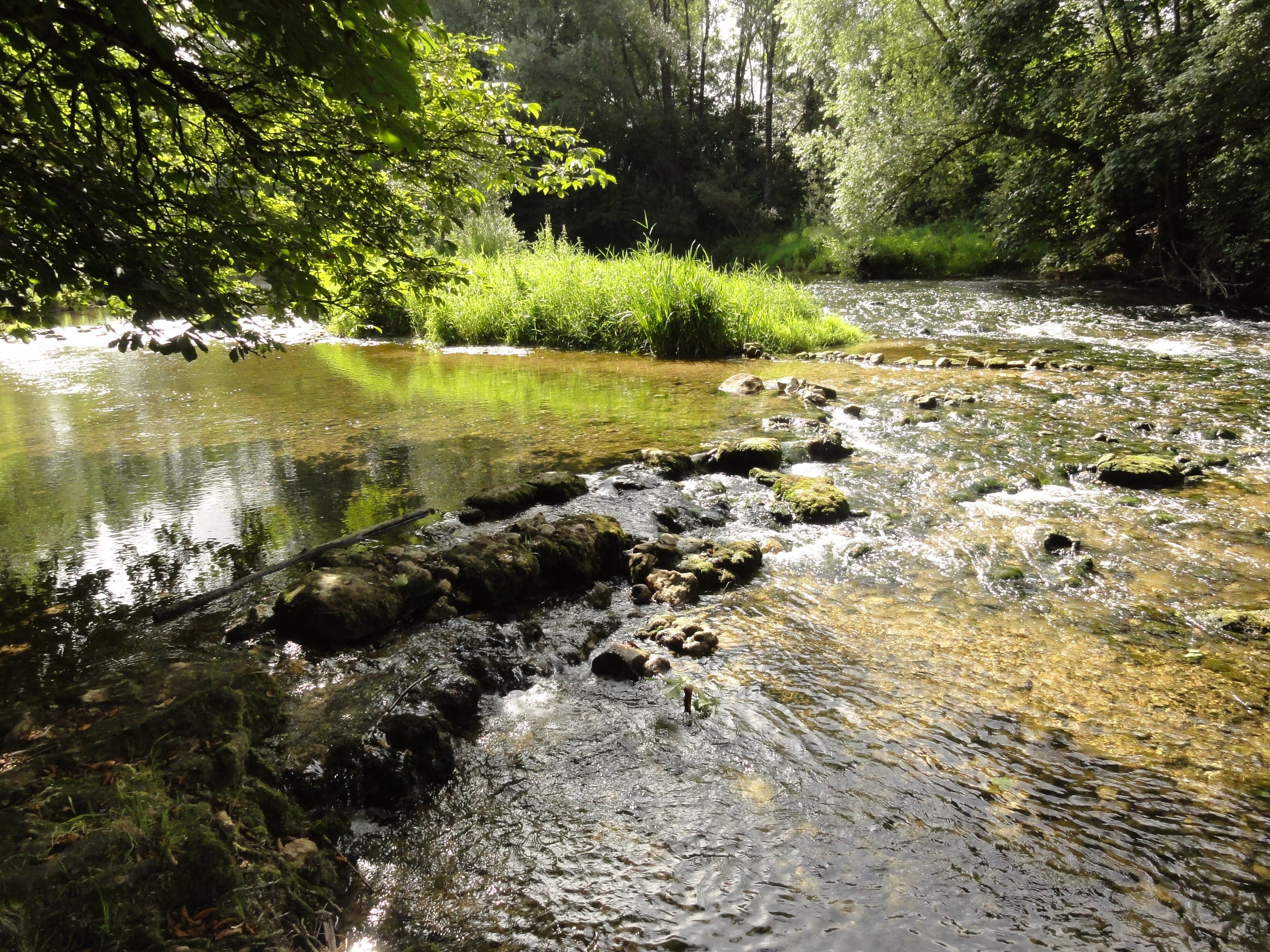
L'Ornain à Longeville, en amont.
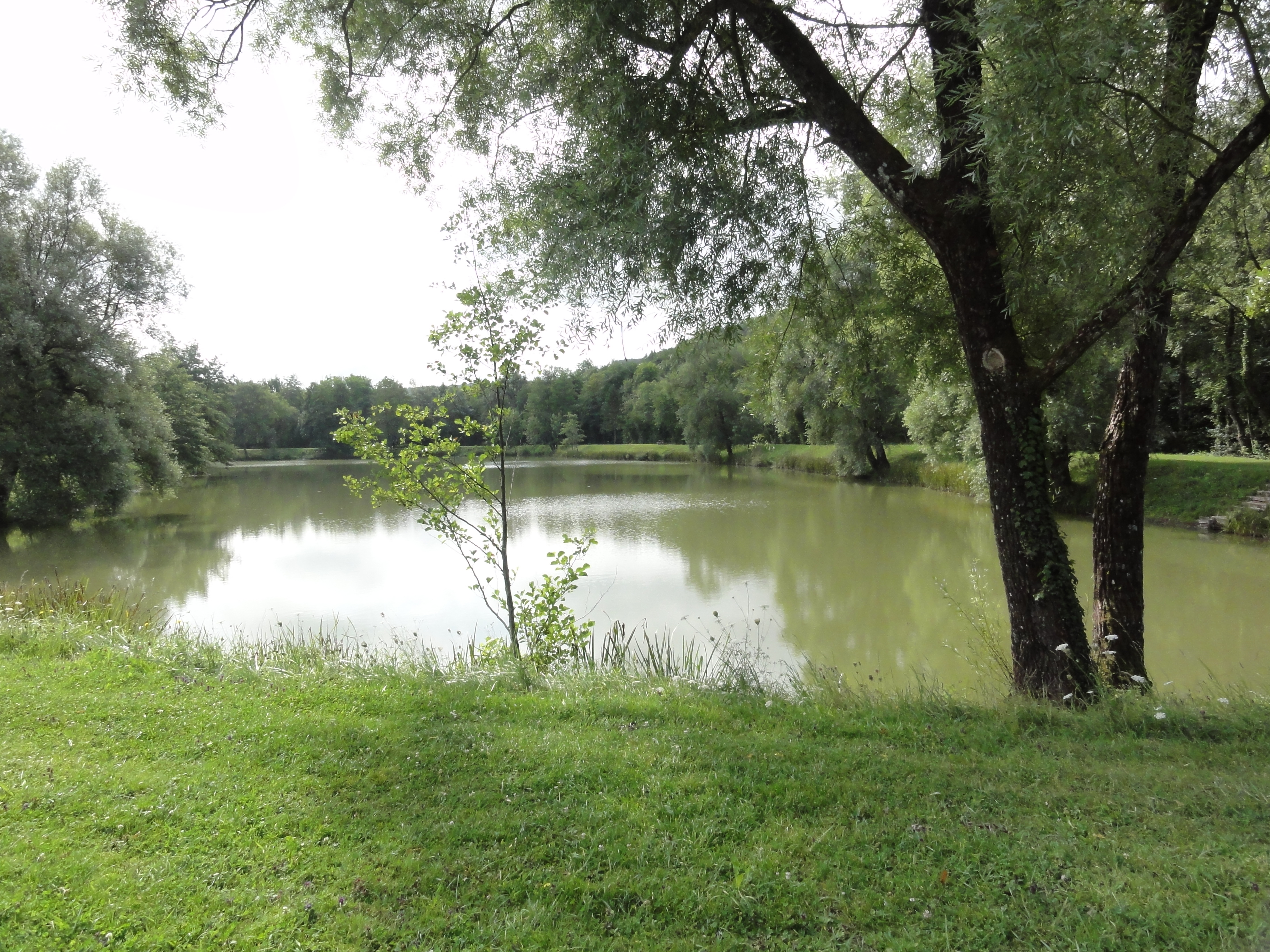
Parc et étang au bord de l'Ornain, en amont.
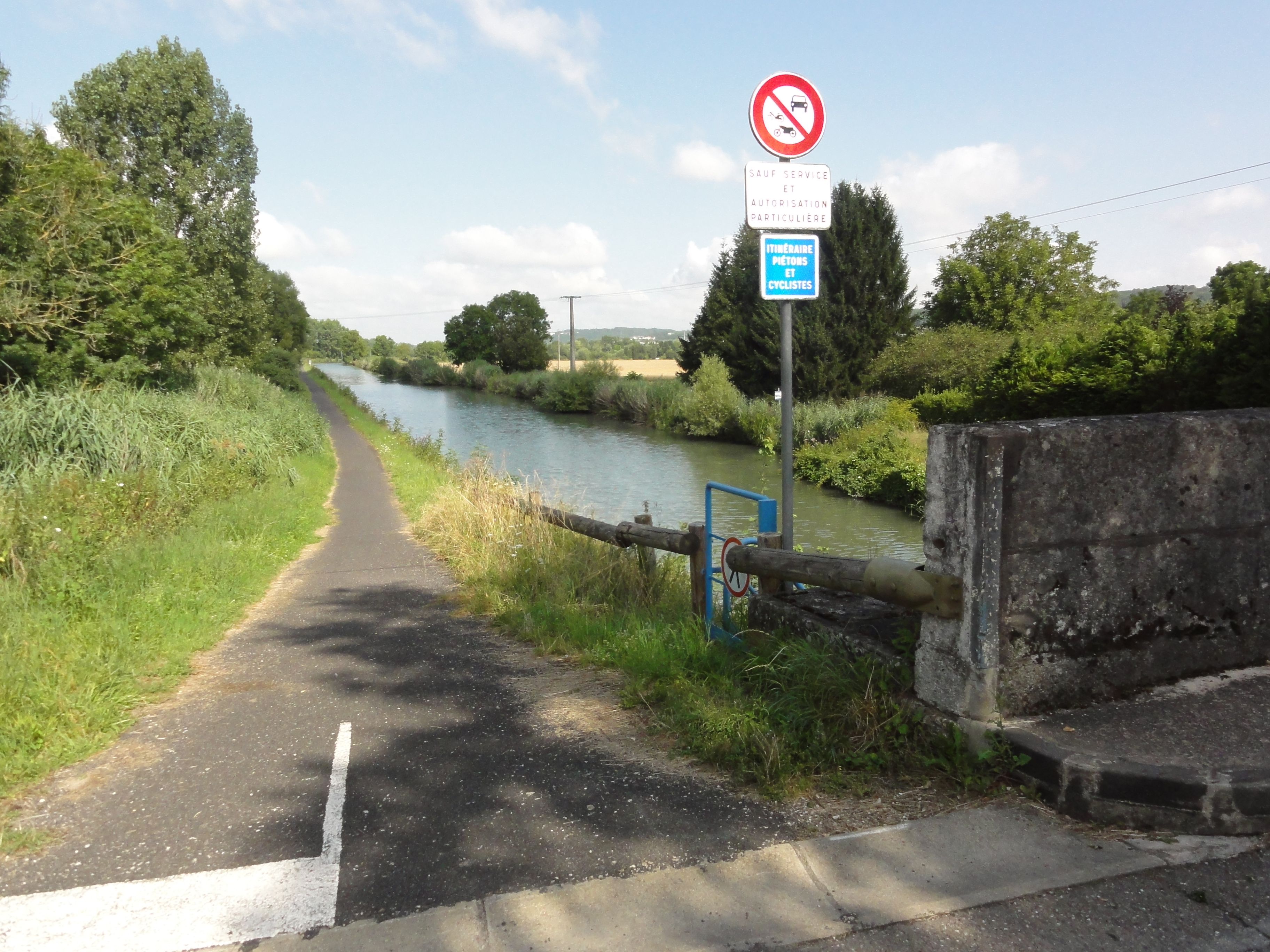
Canal de la Marne au Rhin à Longeville, en aval, avec la voie verte.

Un plan d'eau complète le réseau hydrographique : la fosse Vallon (1,6 ha),.

### Climat
Climat classé Cfb dans la classification de Köppen et Geiger.

## Urbanisme

### Typologie
Au 1er janvier 2024, Longeville-en-Barrois est catégorisée bourg rural, selon la nouvelle grille communale de densité à sept niveaux définie par l'Insee en 2022.
Elle est située hors unité urbaine. Par ailleurs la commune fait partie de l'aire d'attraction de Bar-le-Duc, dont elle est une commune de la couronne,. Cette aire, qui regroupe 86 communes, est catégorisée dans les aires de 50 000 à moins de 200 000 habitants,.

### Occupation des sols
L'occupation des sols de la commune, telle qu'elle ressort de la base de données européenne d’occupation biophysique des sols Corine Land Cover (CLC), est marquée par l'importance des territoires agricoles (62,9 % en 2018), en diminution par rapport à 1990 (65,8 %). La répartition détaillée en 2018 est la suivante :
terres arables (47,7 %), forêts (29 %), prairies (8,3 %), zones agricoles hétérogènes (6,8 %), zones urbanisées (6,3 %), zones industrielles ou commerciales et réseaux de communication (1,8 %). L'évolution de l’occupation des sols de la commune et de ses infrastructures peut être observée sur les différentes représentations cartographiques du territoire : la carte de Cassini (XVIIIe siècle), la carte d'état-major (1820-1866) et les cartes ou photos aériennes de l'IGN pour la période actuelle (1950 à aujourd'hui).

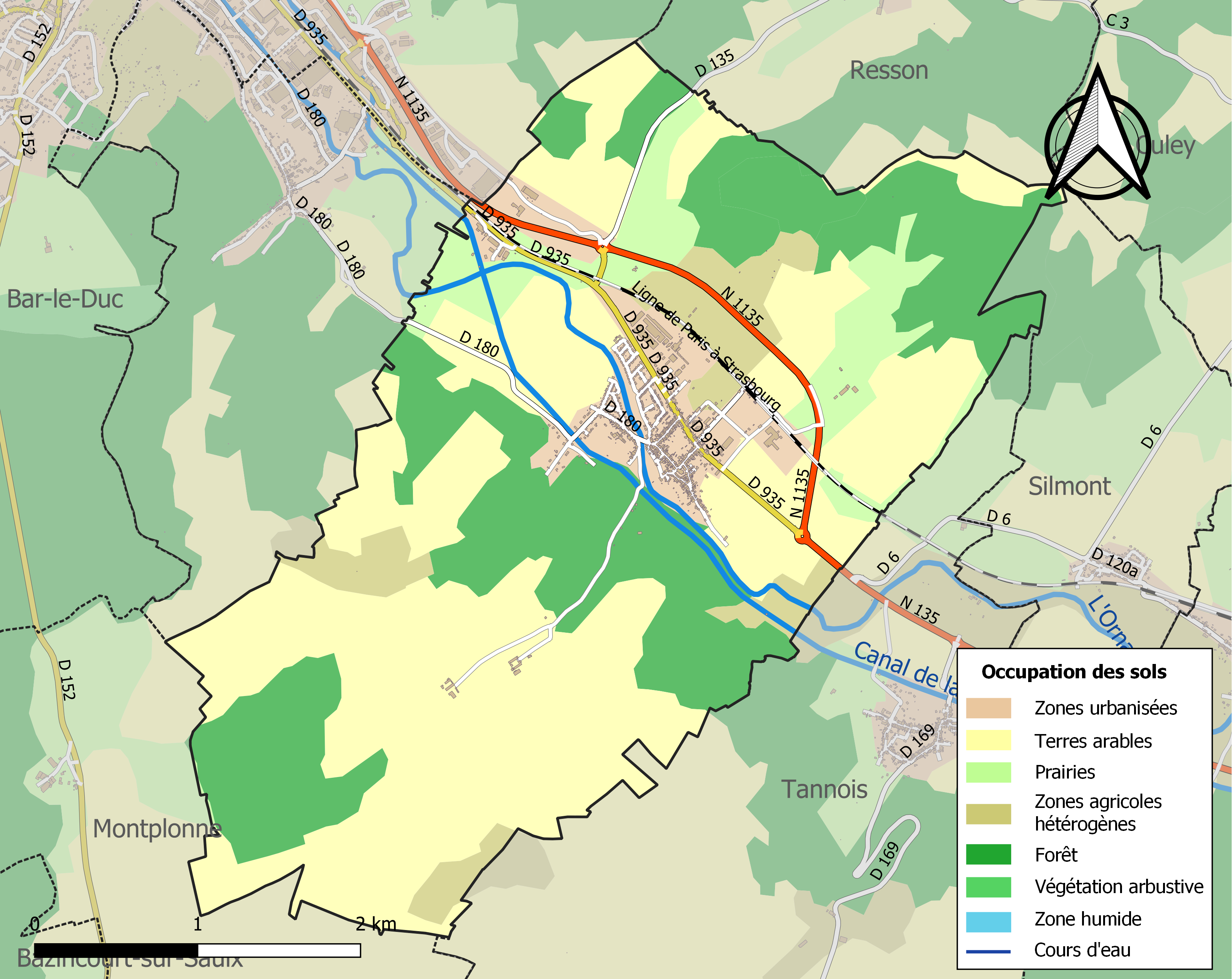
Carte des infrastructures et de l'occupation des sols de la commune en 2018 (CLC).

### Voies de communications et transports

#### Voies routières
- D 180[14].
- D 180 > N 135 > D 169 Tannois.

#### Transports en commun
- Fluo Grand Est.

##### SNCF
- La Compagnie du chemin de fer de Paris à Strasbourg, lors de la construction de la ligne éponyme en 1851, a établi une gare et un bâtiment standard de type 5 à Longeville-en-Barrois[15]. La SNCF a fermé cette gare, dont le bâtiment existe toujours, reconverti en logements.

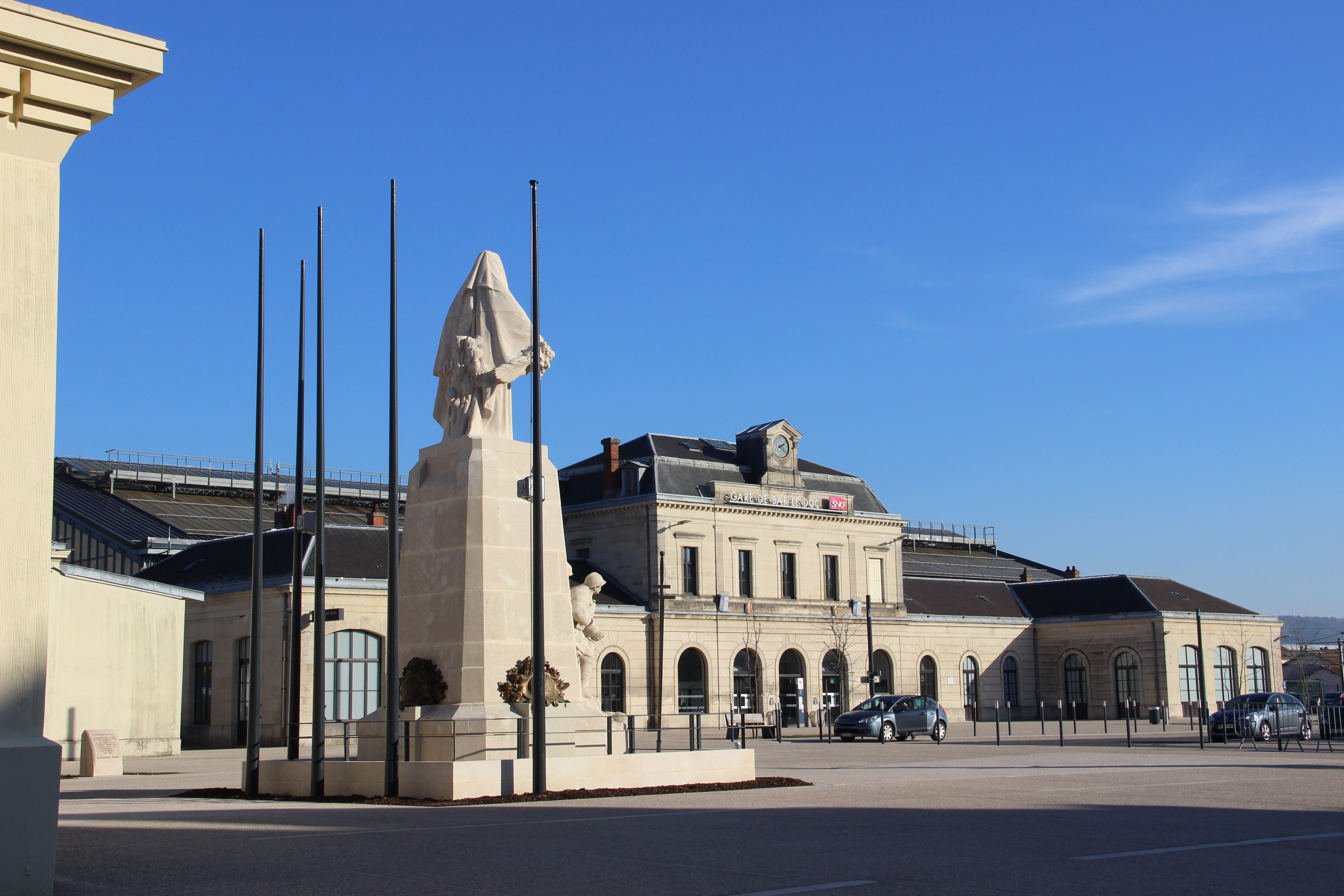
Gare de Bar-le-Duc.

- Gare de Bar-le-Duc,
- Gare de Nançois - Tronville,
- Gare de Revigny,
- Gare d'Eurville,
- Gare de Saint-Dizier.

## Toponymie
Le nom de la localité est mentionné sous les formes Longavilla en 992, Longeville en 1290 et 1321 ; Longevilla en 1380 ; Longueville en 1700[réf. nécessaire].
Il s'agit d’une formation toponymique médiévale en -ville au sens de « domaine rural » ou de « village ». Le premier élément Longe- représente l'ancien français longe, ancien féminin de long, d'où le sens global de « domaine rural en longueur » ou « long village ».
Remarque : le féminin français longue a été refait sur la masculin. Par contre, dans les toponymes du type Longueville, il peut s'agir soit d’une réfection, soit de variantes locales : les Longueville du sud représentent des longa villa francisés, alors que les Longueville du domaine normanno-picard sont d'origine.
Le Barrois (lorrain de Bar-le-Duc) est une micro-région naturelle de France couvrant environ le quart sud-ouest du département de la Meuse.

## Histoire

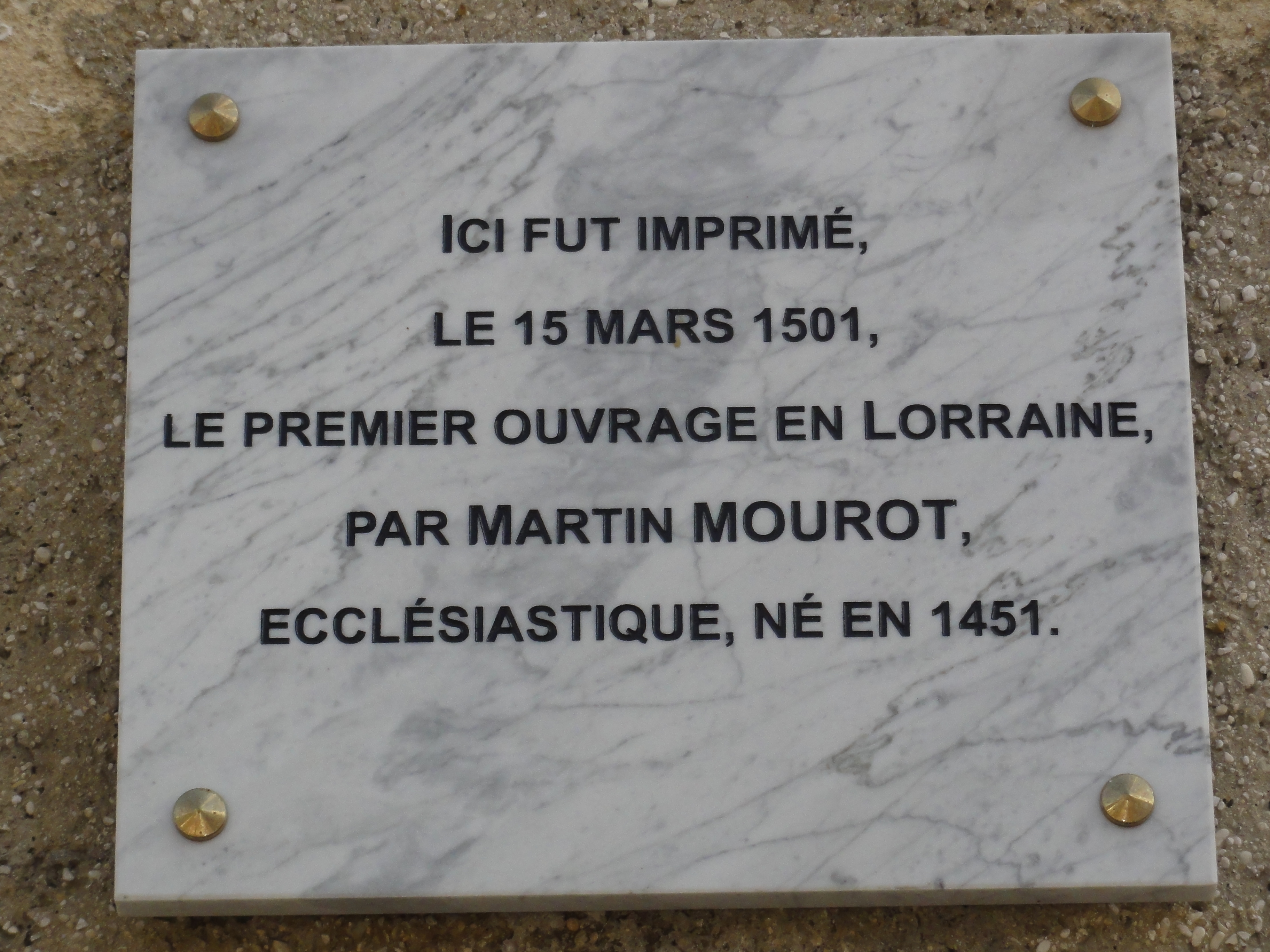
Plaque commémorant le premier ouvrage imprimé en Lorraine en 1501.

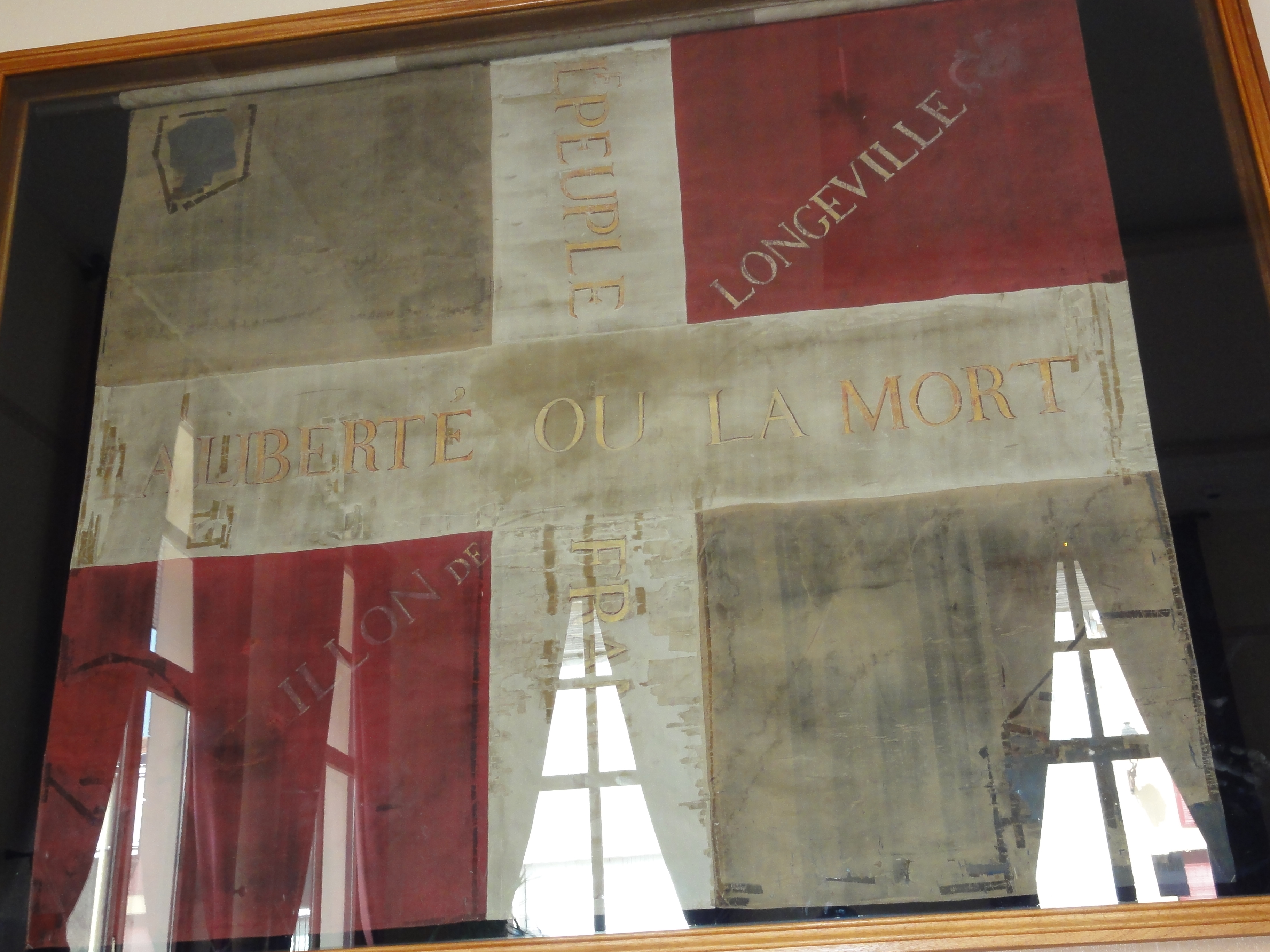
Drapeau brodé « La liberté ou la mort » exposé dans la mairie.

La région étant traditionnellement occupée (au sens archéologique) par les Leuques, des traces de constructions antiques indiquent que le site était déjà habité et qu'il y avait un village très étendu[réf. nécessaire]. La cité[réf. nécessaire], incluse dans la Gaule belgique en période gallo-romaine, vit de l'implantation de la vigne[réf. nécessaire]. Un diagnostic archéologique sur une surface de 20 430 m2 n'a révélé aucun indice archéologique.
Au Ve siècle, la contrée fait partie de l'Austrasie franque et plus tard, elle appartient au comté de Bar érigé en duché.
La première imprimerie lorraine fut créée à Longeville en 1501 par un curé, Martin Mourot.
Dès le XVIIe siècle, Longeville possède sa propre administration : appelée mairie, elle est constituée d’un maire, d’un lieutenant-général, d’un lieutenant particulier, d’un substitut, d’un greffier en chef et d’un greffier commis.
En 1792, les soldats de Longeville ont fait quelques prouesses, avec un drapeau brodé de la devise « La liberté ou la mort ». Le drapeau, sauvé des Prussiens, caché dans la poutre d'une maison, et, déclaré monument historique au titre d'objet, se trouve maintenant exposé dans la mairie.
Sept habitants ont par ailleurs été admis parmi les 4281 Justes parmi les nations de France pour avoir sauvé des personnes juives persécutées par le régime nazi et le gouvernement de Vichy :
- Fernande Bernard,
- Louise Bernard,
- René Bernard,
- Achille Domice,
- Simone Domice,
- Anne Schoellen,
- Ernest Schoellen.

Au XXe siècle, la commune accueille une usine de construction de moteurs Diesel à combustion interne qui se spécialisera par la suite dans la construction de moteurs de bateaux.

## Politique et administration

### Intercommunalité
Commune membre de la Communauté d'agglomération de Bar-le-Duc - Sud Meuse.

### Budget et fiscalité 2021
En 2021, le budget de la commune était constitué ainsi :

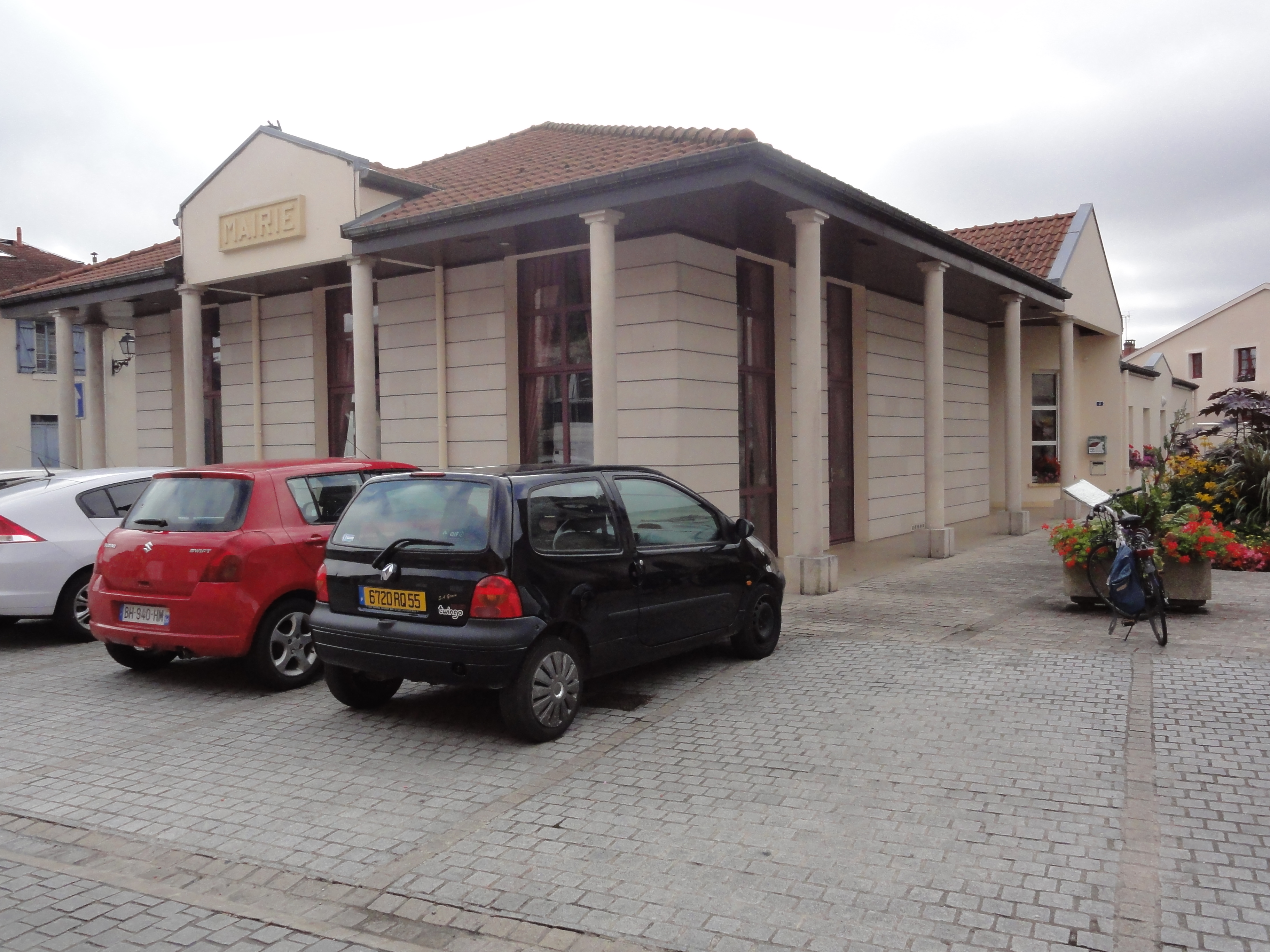
Mairie.

- total des produits de fonctionnement : 921 000 €, soit 780 € par habitant ;
- total des charges de fonctionnement : 717 000 €, soit 608 € par habitant ;
- total des ressources d'investissement : 799 000 €, soit 677 € par habitant ;
- total des emplois d'investissement : 763 000 €, soit 646 € par habitant ;
- endettement : 1 846 000 €, soit 1 565 € par habitant.

Avec les taux de fiscalité suivants :
- taxe d'habitation : 9,22 % ;
- taxe foncière sur les propriétés bâties : 43,91 % ;
- taxe foncière sur les propriétés non bâties : 36,12 % ;
- taxe additionnelle à la taxe foncière sur les propriétés non bâties : 0,00 % ;
- cotisation foncière des entreprises : 0,00 %.

Chiffres clés Revenus et pauvreté des ménages en 2020 : médiane en 2020 du revenu disponible, par unité de consommation : 22 390 €.

### Liste des maires
| Période                                  | Période   | Identité         | Étiquette | Qualité                       |
| ---------------------------------------- | --------- | ---------------- | --------- | ----------------------------- |
| Les données manquantes sont à compléter. |           |                  |           |                               |
| avant 1995                               | ?         | Robert Gesset    |           |                               |
| mars 2001                                | mars 2008 | André Weber      |           |                               |
| mars 2008                                | mai 2020  | Danielle Bouvier |           |                               |
| mai 2020                                 | En cours  | Lionel Beaufort  |           | Cadre de la fonction publique |

## Population et société

### Démographie

#### Évolution démographique
L'évolution du nombre d'habitants est connue à travers les recensements de la population effectués dans la commune depuis 1793. Pour les communes de moins de 10 000 habitants, une enquête de recensement portant sur toute la population est réalisée tous les cinq ans, les populations de référence des années intermédiaires étant quant à elles estimées par interpolation ou extrapolation. Pour la commune, le premier recensement exhaustif entrant dans le cadre du nouveau dispositif a été réalisé en 2005.

En 2022, la commune comptait 1 092 habitants, en évolution de −6,19 % par rapport à 2016 (Meuse : −4,4 %, France hors Mayotte : +2,11 %).
| 1793  | 1800  | 1806  | 1821  | 1831  | 1836  | 1841  | 1846  | 1851  |
| ----- | ----- | ----- | ----- | ----- | ----- | ----- | ----- | ----- |
| 1 513 | 1 328 | 1 388 | 1 425 | 1 475 | 1 459 | 1 425 | 1 441 | 1 434 |

| 1856  | 1861  | 1866  | 1872  | 1876  | 1881  | 1886  | 1891  | 1896 |
| ----- | ----- | ----- | ----- | ----- | ----- | ----- | ----- | ---- |
| 1 279 | 1 217 | 1 206 | 1 121 | 1 087 | 1 062 | 1 026 | 1 038 | 932  |

| 1901 | 1906 | 1911 | 1921 | 1926 | 1931 | 1936 | 1946 | 1954 |
| ---- | ---- | ---- | ---- | ---- | ---- | ---- | ---- | ---- |
| 938  | 900  | 887  | 823  | 943  | 899  | 873  | 822  | 968  |

| 1962  | 1968  | 1975  | 1982  | 1990  | 1999  | 2005  | 2006  | 2010  |
| ----- | ----- | ----- | ----- | ----- | ----- | ----- | ----- | ----- |
| 1 004 | 1 066 | 1 113 | 1 149 | 1 229 | 1 263 | 1 187 | 1 189 | 1 205 |

| 2015  | 2020  | 2022  | - | - | - | - | - | - |
| ----- | ----- | ----- | - | - | - | - | - | - |
| 1 168 | 1 114 | 1 092 | - | - | - | - | - | - |

### Enseignement
Établissements d'enseignements :
- Écoles maternelles et primaires.
- Collèges à Bar-le-Duc, Ligny-en-Barrois.
- Lycées à Bar-le-Duc.

### Santé
Professionnels et établissements de santé :
- Médecins à Longeville-en-Barrois, Tronville-en-Barrois, Bar-le-Duc.
- Pharmacies à Longeville-en-Barrois, Tronville-en-Barrois, Bar-le-Duc.
- Hôpitaux à Bar-le-Duc, Saint-Dizier.

### Cultes
- Culte catholique, Paroisse Saint-Maxe du Barrois[30], Diocèse de Verdun.

### Activités
Il existe à Longeville-en-barrois le groupe amical de la Sainte Cécile. C'est une association multi-activités affiliée à la Fédération Sportive et Culturelle de France (FSCF) qui propose diverses activités telles que : la danse, la gymnastique féminine, des randonnées, la marche Nordique, du tennis de table...

## Économie

### Entreprises et commerces

#### Agriculture
- Culture et élevage associés.
- Culture de céréales, de légumineuses et de graines oléagineuses.
- Élevage d'autres animaux.

#### Tourisme
- Hébergements et restauration à Longeville-en-Barrois, Bar-le-Duc, Culey.

#### Commerces
- Commerces et services de proximité.

## Culture locale et patrimoine

### Lieux et monuments
Bâtiments religieux et mémorials
- Église paroissiale Saint-Hilaire, classée monument historique en 1990[31], des XVe et XVIe siècles, et son orgue[32],[33],[34]. Dans l'église un Christ en croix remarquable du XVIe siècle, d'un style apparentée au calvaire de Ligier Richier dans l'église Saint-Étienne de Bar-le-Duc[35].
- Monument aux morts[36] : Conflits commémorés : Guerres 1914-1918 - 1939-1945 - Indochine (1946-1954).

Deux monuments aux morts, l'un entre la mairie et l'église, et l'autre au cimetière.
- Quelques croix de chemin en fer.

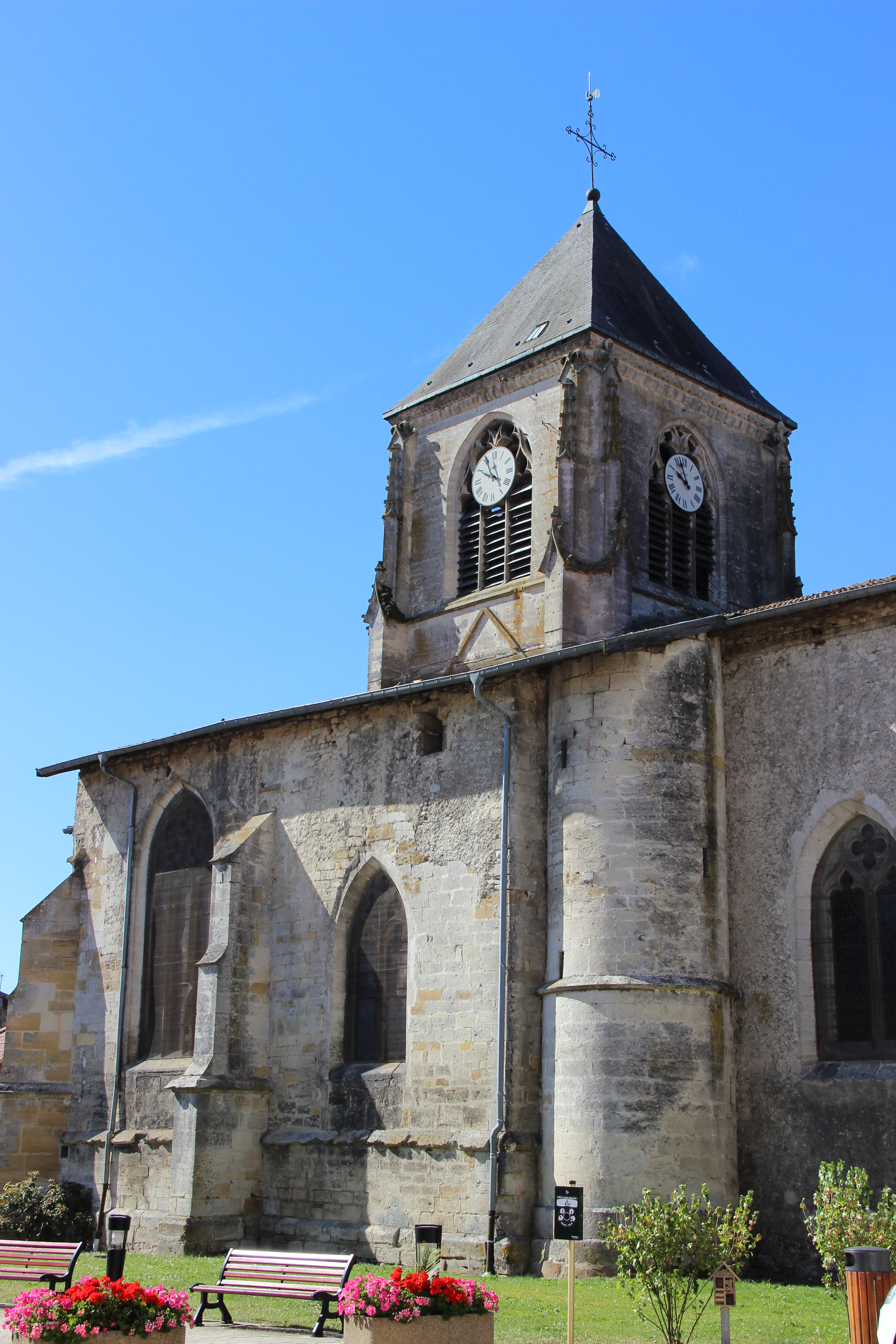
L'église Saint-Hilaire, XVe et XVIe.
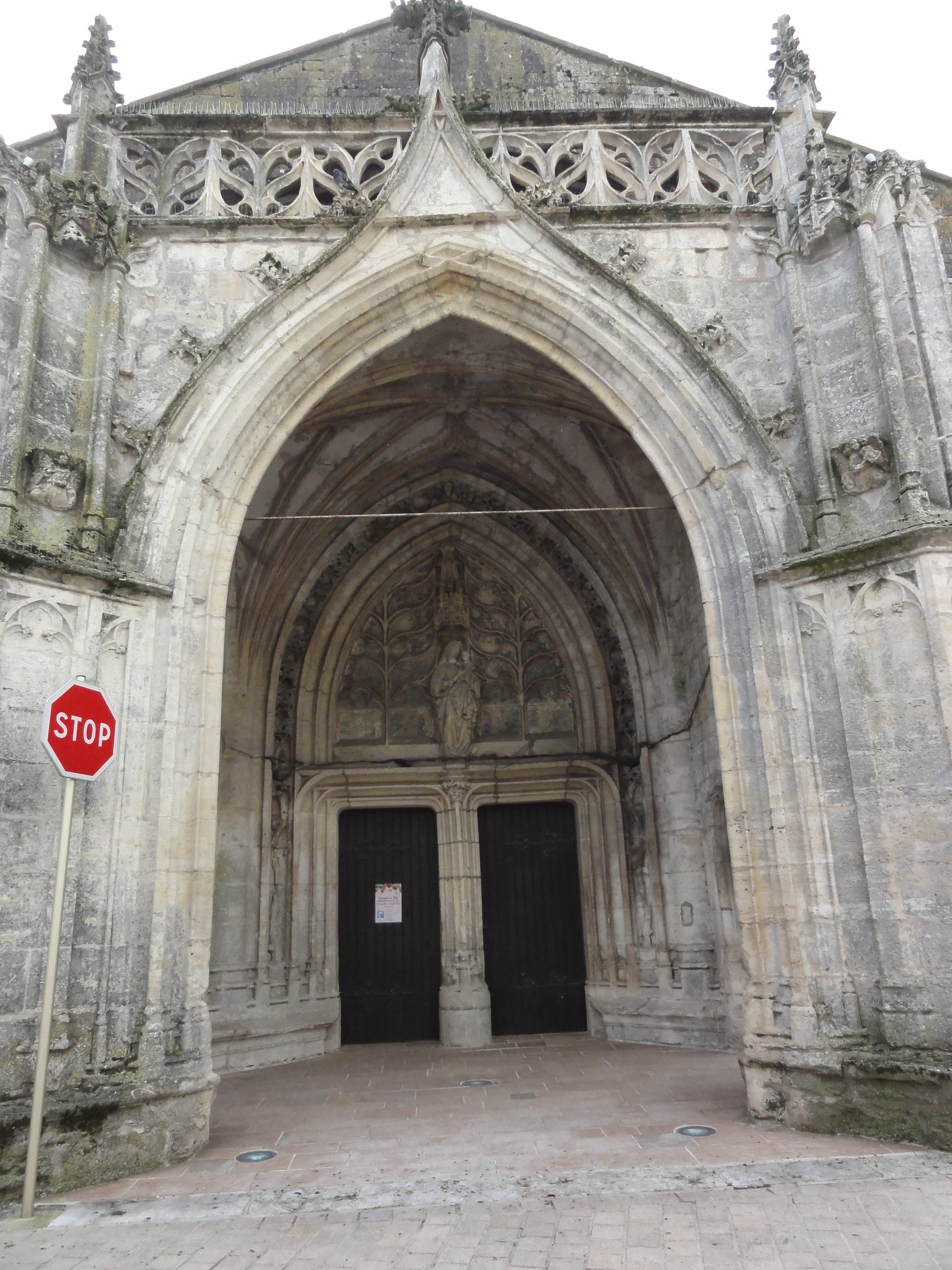
Église, porche XVIe.
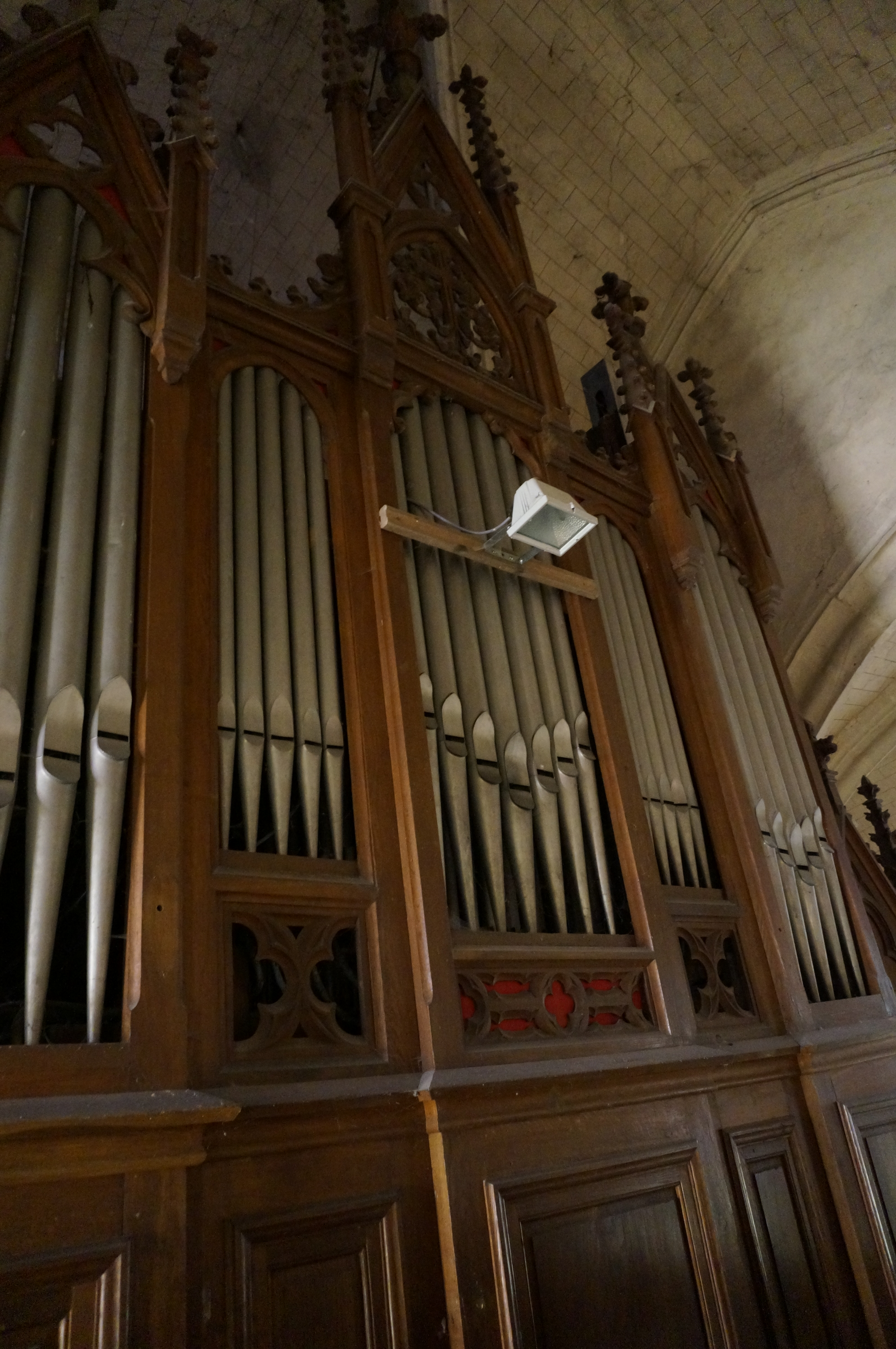
Église, les orgues.
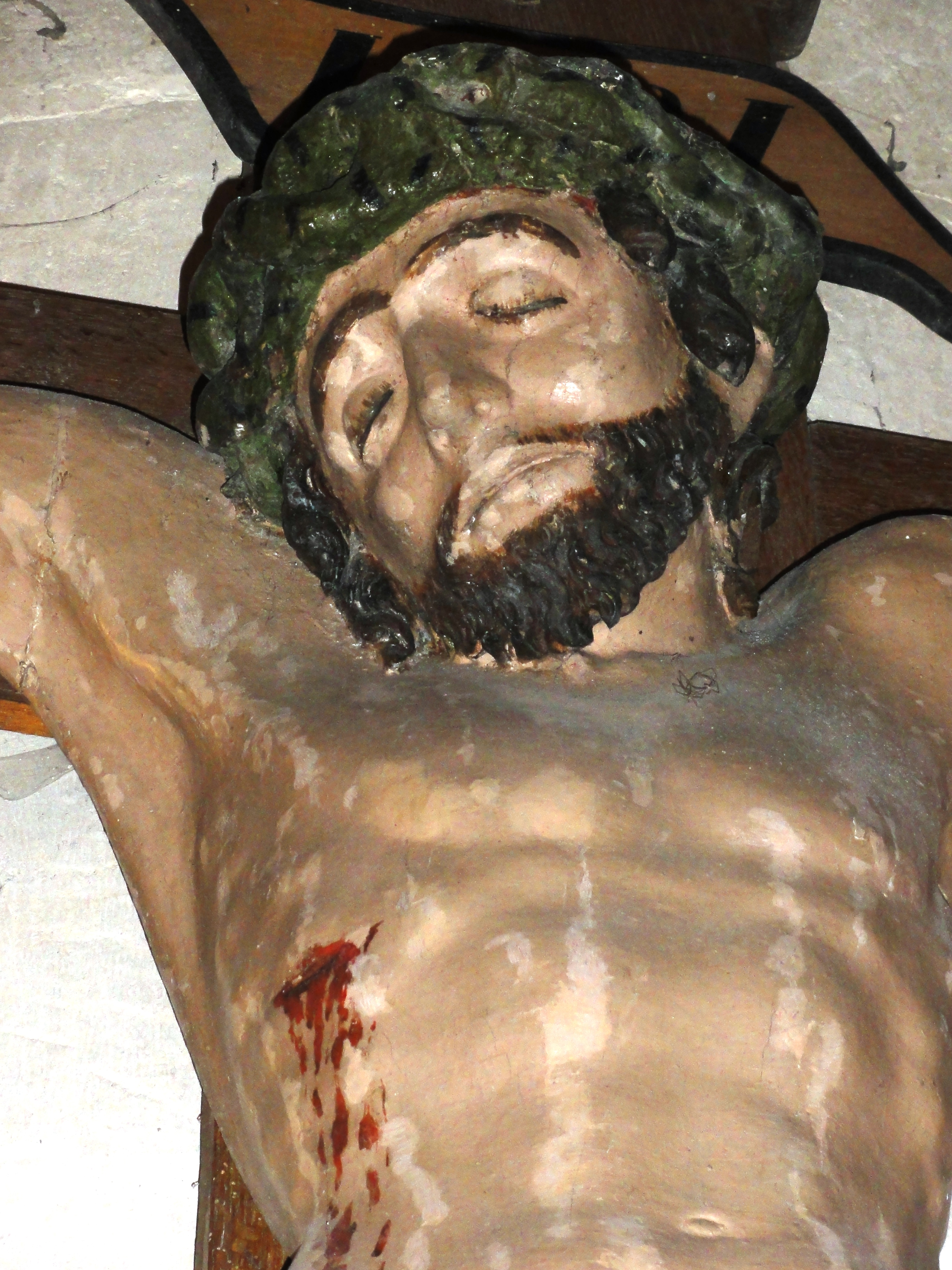
Église, Christ en croix, XVIe, detail.
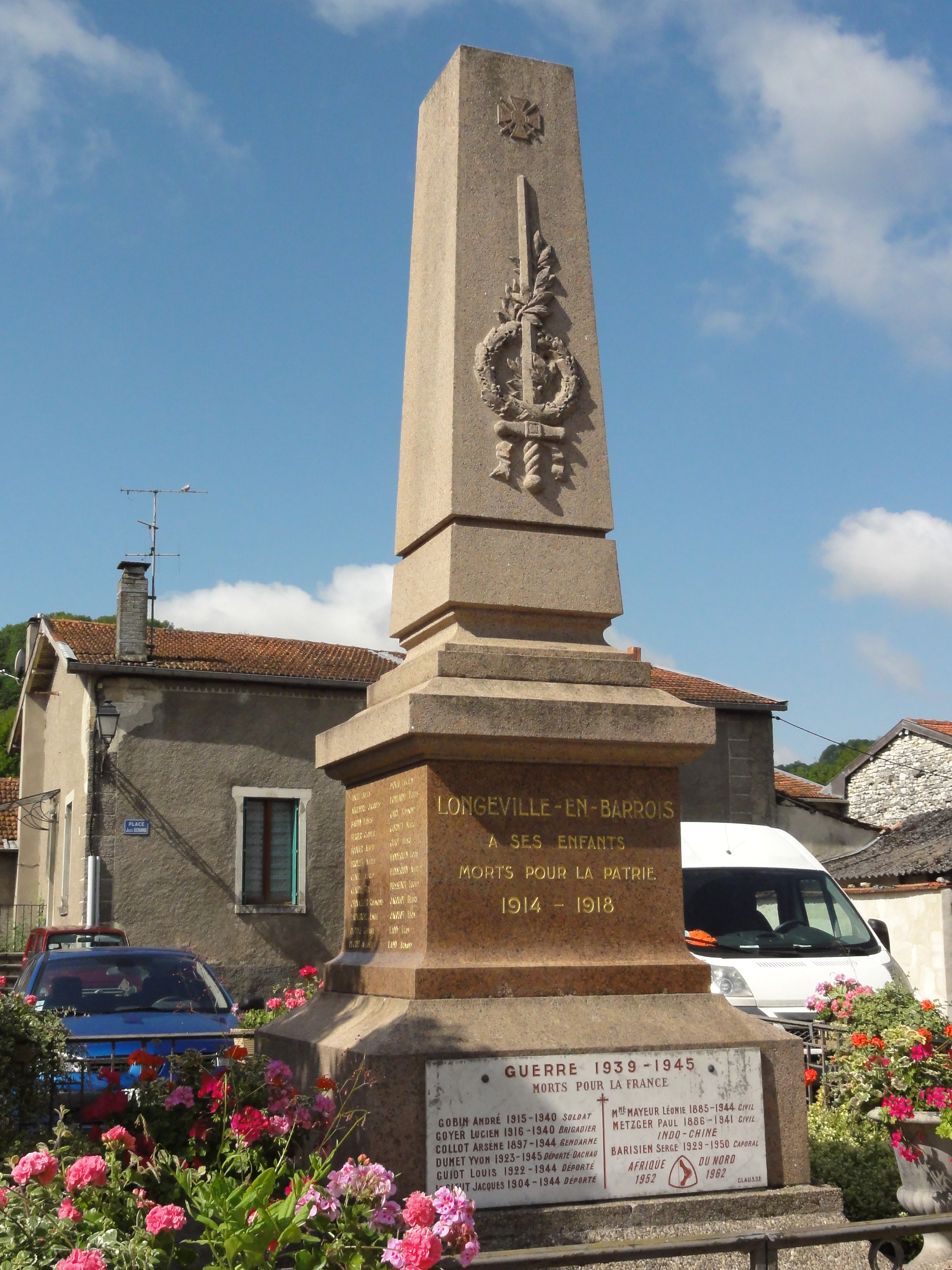
Monument aux morts entre mairie et église.
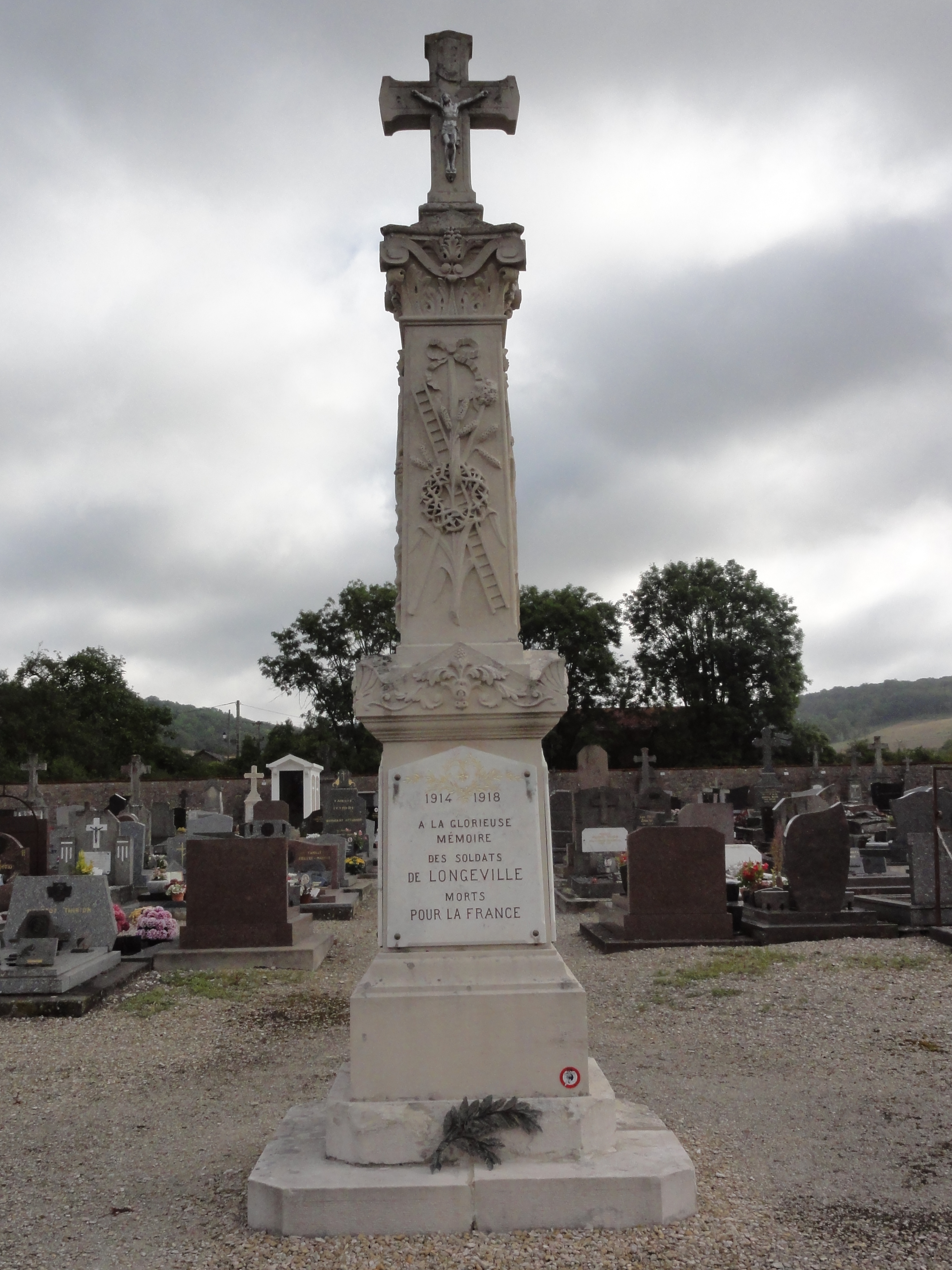
Monument au cimetière à la mémoire des soldats
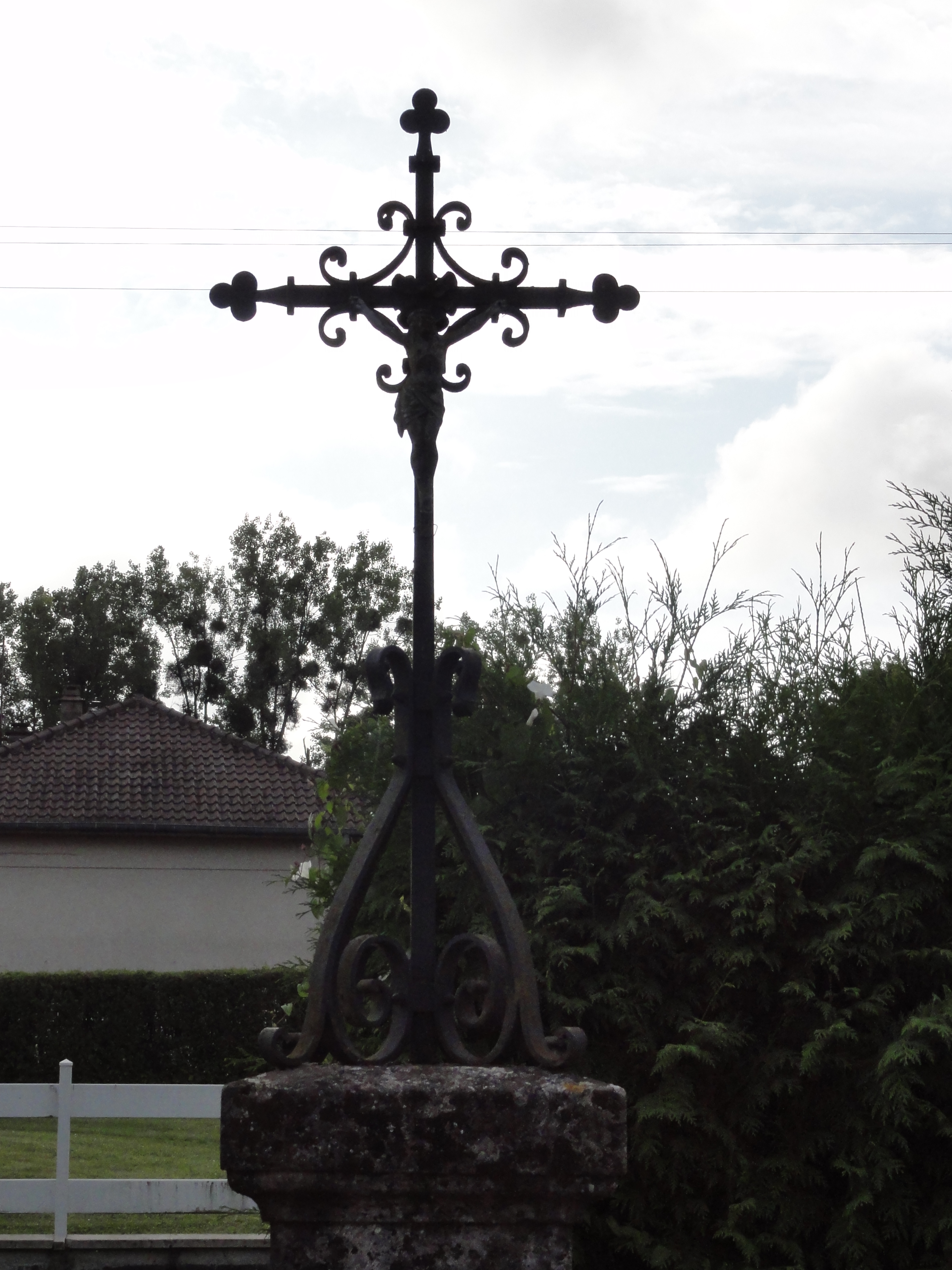
Une des croix de chemin.

Bâtiments civils remarquables
- L'ancienne maison communale
- L'ancienne maison du pèlerin, actuellement pharmacie.
- L'école des garçons.
- La maison où a été caché le drapeau des Volontaires de Longeville de 1792, brodé « La liberté ou la mort ».

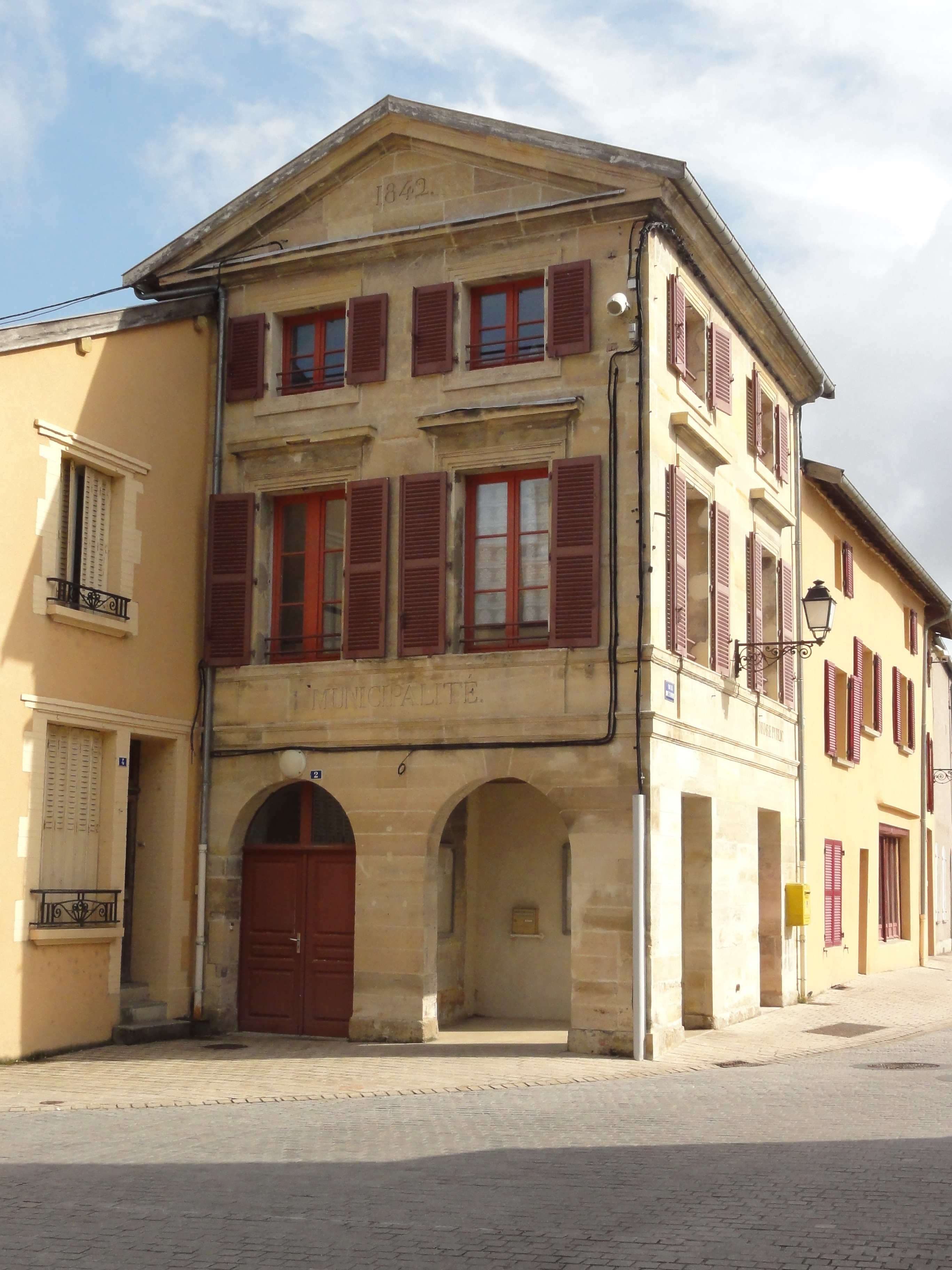
L'ancienne maison communale.
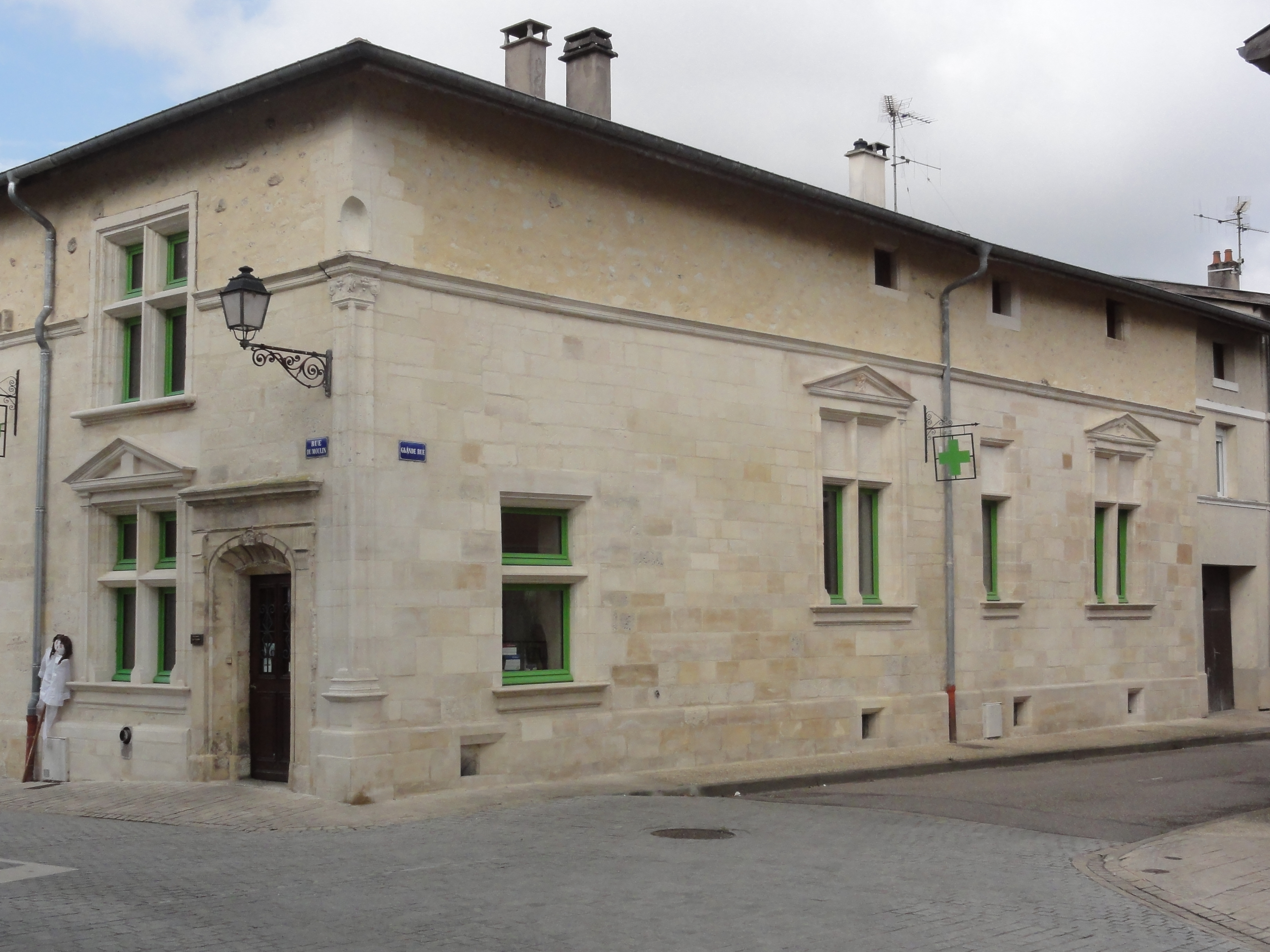
La maison du pèlerin.
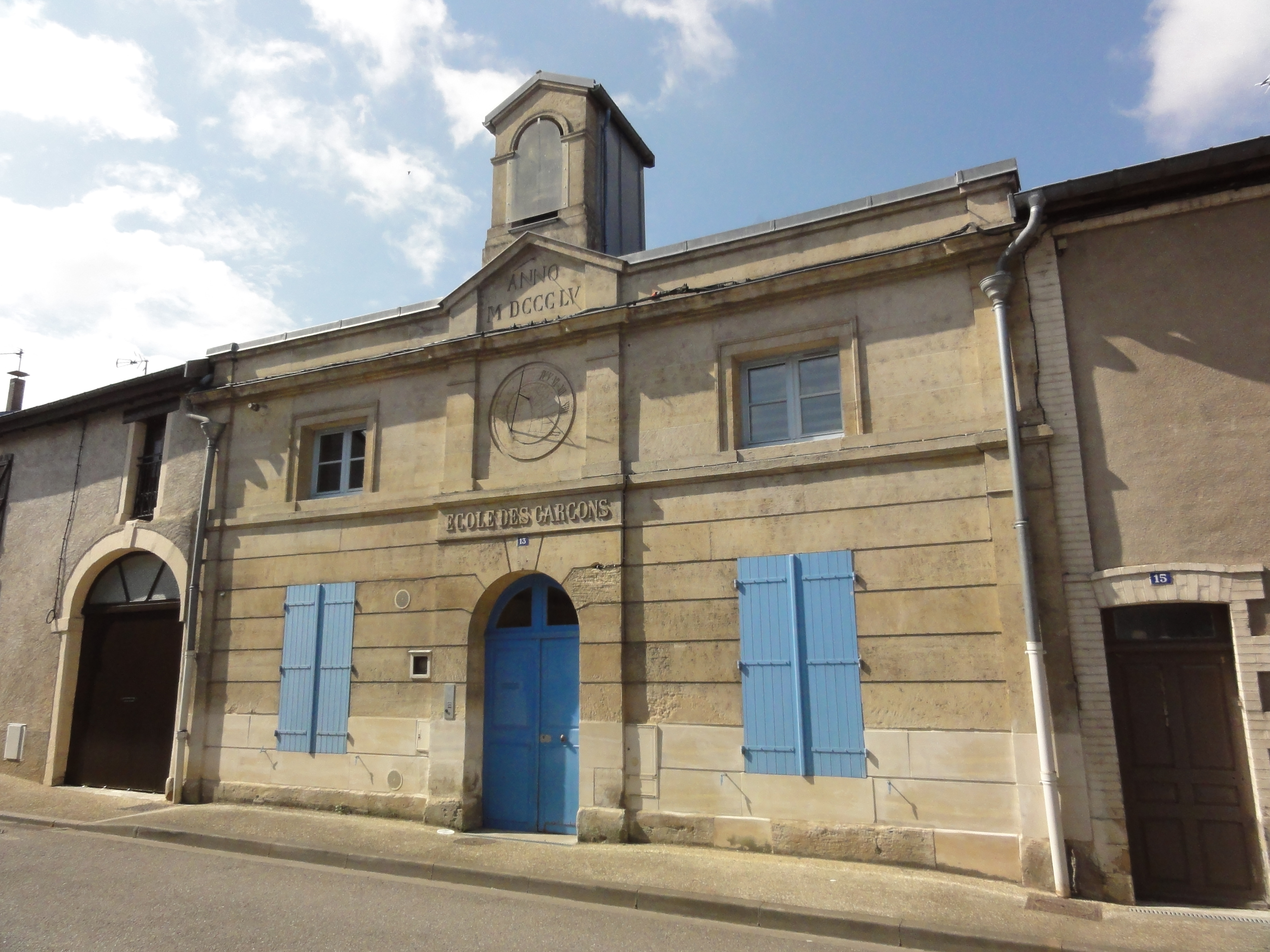
L'école des garçons.
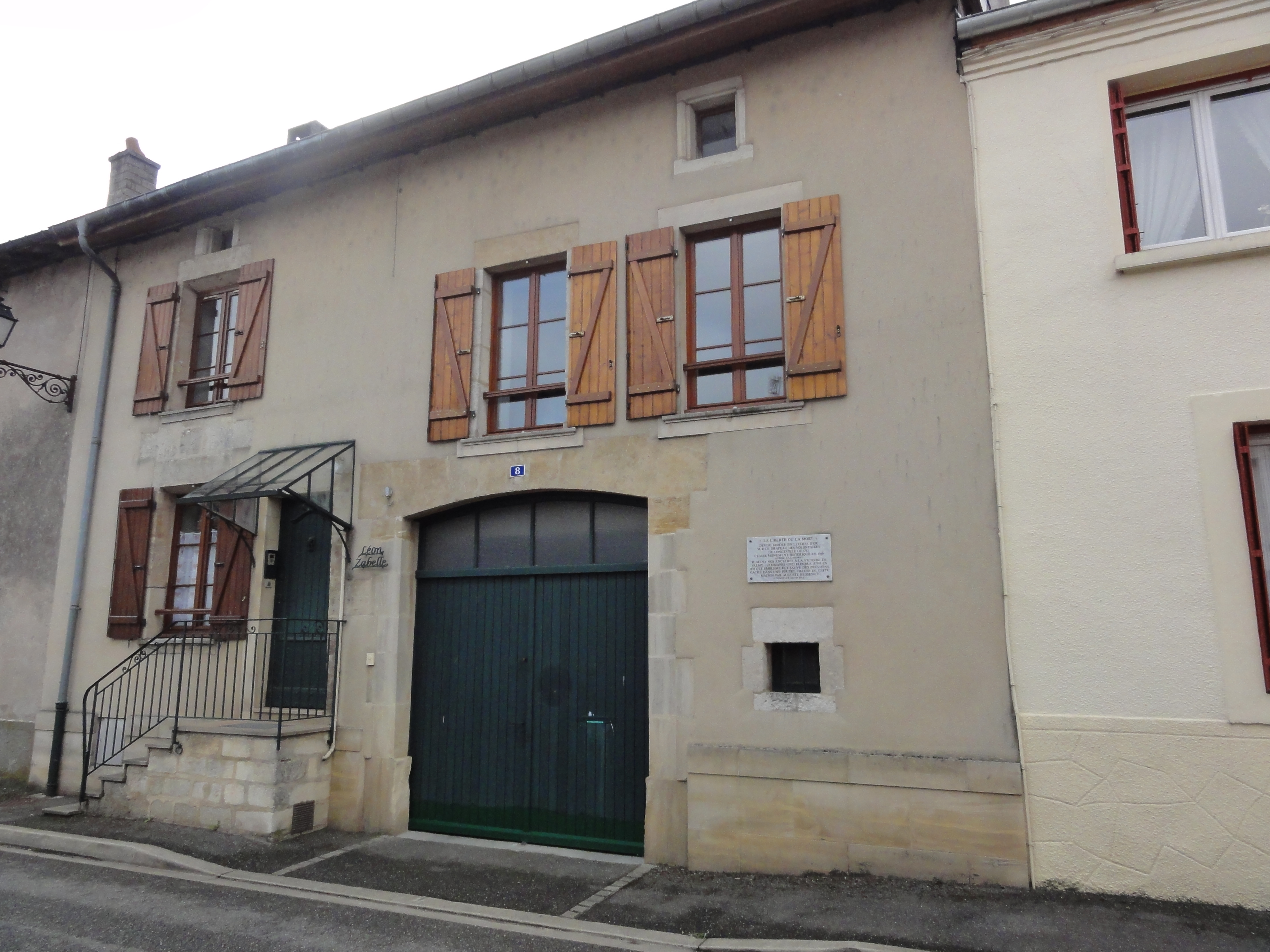
La maison du drapeau des Volontaires.
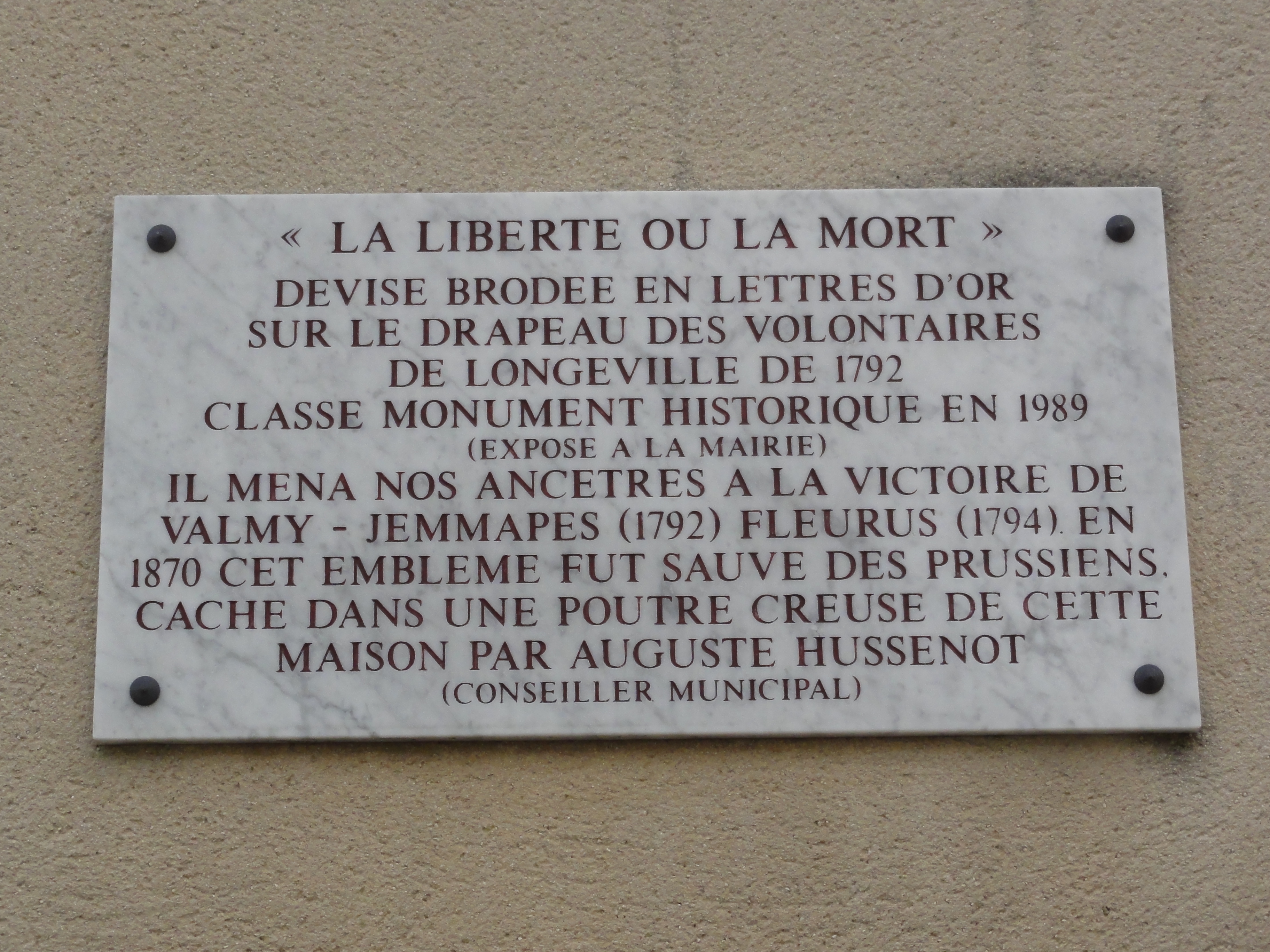
La maison du drapeau des Volontaires, plaque commémorative.

### Personnalités liées à la commune
- Rudolph Diesel, l'inventeur du moteur qui porte son nom, et le meusien Frédéric Dyckhoff ont créé en 1897 à Bar-le-Duc la Société française des moteurs Diesel à combustion interne, et ont édifié à Longeville la première usine de fabrication, en France, de moteurs Diesel.
- Jean Manchette, né le 30 décembre 1921 à Menaucourt et décédé le 5 mai 2023 à Longeville en Barrois à l'âge de 101 ans. Ancien déporté meusien durant la Seconde guerre mondiale. Chevalier de la Légion d'Honneur, Chevalier de l'Ordre National du Mérite et Commandeur des Palmes Académiques. Depuis les années 80 il s’engage dans le monde associatif et porte-drapeau. Des années 90 au crépuscule de son existence, son engagement auprès des jeunes est resté immense. D'abord auprès des élèves de classes primaires, mais aussi en témoignant auprès des collégiens et lycéens, il parcouru inlassablement le département et la région pour évoquer son parcours ainsi que celui de ses camarades et amis.
- Paulette Geoffroy, médaillée du Souvenir Français[37].

### Héraldique, logotype et devise
| Blason de Longeville-en-Barrois | Blason  | D'azur à une cane volante d'or. |
| Blason de Longeville-en-Barrois | Détails |                                 |